# Das Berliner Regierungsviertel Teil 1: 1932–1938
Das Berliner Regierungsviertel Teil 1: 1932–1938 ist der erste Teil einer ursprünglich geplanten Trilogie und befasst sich mit dem historischen Berliner Regierungsviertel in den Jahren 1932 bis 1938. Der Film ist komplett 3D-animiert und wurde in Südafrika produziert. Erschienen ist er in Deutschland am 29. September 2005. Die Veröffentlichung fand in Frankfurt (Oder) und in Berlin statt. Weitere Teile wurden bisher nicht realisiert.

## Handlung
Die dreidimensionale computeranimierte Dokumentation gibt einen detaillierten Überblick über die Architektur und die Baumaßnahmen im Berliner Regierungsviertel in der Zeit zwischen 1932 und 1938. Dabei werden durch geschickte Übergänge bauliche Veränderungen aufgezeigt und räumliche Zusammenhänge vermittelt, wie es dem bloßen überlieferten Fotostudium nicht möglich wäre.
Es werden im Film folgende Straßenzüge gezeigt:
- Voßstraße
- Wilhelmstraße
- Wilhelmplatz

Des Weiteren wird auf folgende Gebäude in den drei Straßen/Plätzen besonders eingegangen:
- Alte Reichskanzlei
- Palais Borsig
- Hotel Kaiserhof
- Reichsministerium für Volksaufklärung und Propaganda
- Eingang U-Bahnhof

und noch einige mehr.

## Soundtrack
Die Musik zum Film wurde von Lorraine Shannon und Robert Schöder komponiert und aufgenommen. Beide sind Mitglieder von SAMRO, der South African Music Rights Organisation. Die Musik ist vordergründig Klaviermusik, welche von zahlreichen Streichern begleitet wird.

## Kritiken
- „Da der Begleittext der DVD ebenso hervorragend recherchiert ist wie die nahezu perfekte Computersimulation, ist dieses Projekt eine wichtige Ergänzung der verschiedenen, teilweise sehr guten Bücher über das Regierungsviertel. Besser als jedes Foto und sogar als jeder Dokumentarfilm vermittelt die dreidimensionale Simulation einen Eindruck von Berlins Renommieradresse vor den Zerstörungen des Zweiten Weltkriegs.“ – Sven Felix Kellerhoff in der Welt am 27. Mai 2005[1]

- „Nichts ist eindrucksvoller als derartige Ansichten, wie sie der Film bietet. Nicht nur für Nostalgiker ist dies eine wertvolle Arbeit. Jeder kommt bei diesem Film ins Schwärmen für die gigantischen, reich verzierten und monumentalen Regierungsgebäude aus dem 19. Jahrhundert, von denen man heute kaum eines mehr im Bewusstsein hat.“ – PSM

- „Jeder Stuck und jede Fensterbank wurden originalgetreu nachgebildet, sogar die Straßenlaternen und eine Litfaßsäule mit Plakaten.“ – Berliner Kurier am 29. Mai 2005

## Sonstiges
- Zu sehen sind Teile des Films während der Videobustour in Berlin.
- Eine Kurzversion ist im Kunst- und Kulturhaus Voßstraße e. V. zu sehen.
- Auf der Homepage des Films Mein Führer – Die wirklich wahrste Wahrheit über Adolf Hitler wurde der Film für weitere Informationen bezüglich des historischen Regierungsviertels empfohlen.